# Vincenzo Martellotta
Vincenzo Martellotta (Taranto, 1º gennaio 1913 – Castelfranco Emilia, 27 agosto 1973) è stato un militare italiano.

## Biografia
Diplomatosi al liceo classico Morea di Conversano (BA), si iscrisse al 1º anno della Facoltà di Ingegneria dell'Università di Napoli, facendo poi richiesta di ammissione Accademia navale di Livorno entrando come allievo nel corpo della armi navali nel 1931.
Conseguì la laurea in ingegneria industriale al Politecnico di Torino dove nel frattempo era stato trasferito e assegnato all'istituto superiore di guerra. Fra il 1935 e il 1936 ottenne due promozioni prima a sottotenente e infine a tenente della armi navali.
Nel 1937 in qualità di ufficiale responsabile delle officine siluri e dell'artiglieria venne assegnato alla base di Massaua in Eritrea. Dopo aver trascorso due anni nella colonia sul mar Rosso, fu richiamato in patria ricoprendo incarichi presso la direzione delle armi subacquee di La Spezia e in seguito venendo assegnato al reparto collaudo sommergibili e armamenti della base navale della sua città natale.
Nell'autunno del 1940 fu destinato alla Xª Flottiglia MAS divenendo operativo al termine del corso di addestramento e partecipando come sommozzatore all'attacco su Malta del 26 luglio 1941 e all'impresa di Alessandria d'Egitto nella notte fra il 18 e il 19 dicembre 1941, dove, giunto in prossimità della base navale inglese a bordo del sommergibile Scirè, si mise alla guida di un siluro a lenta corsa denominato "maiale" con il quale, aiutato dal 2° operatore capo palombaro di 3ª classe Mario Marino collocò cariche esplosive sotto la petroliera Sagona che affondò a causa dello scoppio e danneggiando nell'azione anche il cacciatorpediniere inglese Jervis.
Per tale azione Martellotta venne insignito della medaglia d'oro al valor militare. Catturato insieme al Marino dopo essere giunto a riva, venne rimpatriato in Italia ad inizio 1944 dove partecipò alla guerra di liberazione nei ranghi della Marina cobelligerante italiana, venendo inserito nel gruppo sommozzatori denominato Mariassalto.
Al termine del conflitto si distinse nella partecipazione volontaria alle azioni di bonifica dalle mine dei porti Genova, Sanremo, Oneglia, Porto Maurizio, e, coadiuvato dal fratello Diego, esperto di chimica e maggiore dei bersaglieri, dei porti di Brindisi, Bari, Barletta, Molfetta e Manfredonia.
Nel 1947, durante l'azione di bonifica del porto di Bari si distinse per aver domato un incendio divampato in un deposito di esplosivi impedendo la fuoriuscita di iprite da alcuni ordigni stoccati nell'area interessata dalle fiamme, preservando la cittadinanza da un potenziale pericolosissimo rischio. Ustionato dal gas tossico, Martellotta venne ricoverato in ospedale, ottenendo per tale azione una medaglia d'argento al valore civile.
Nel 1953 venne promosso a tenente colonnello del corpo degli armamenti navali e infine venne messo in ausiliaria nel 1960 con la promozione a colonnello.

## Riconoscimenti
Dopo aver avanzato per più miglia sott'acqua e superato difficoltà ed ostacoli di ogni genere, disponeva la carica sotto una nave avversaria e, dopo aver distrutto l'apparecchio, prendeva terra sul suolo nemico dove veniva fatto prigioniero, non prima, però, di aver visto il pieno successo della sua azione.
A Taranto una scuola è dedicata alla sua memoria, l'Istituto Comprensivo Martellotta.
La Marina Militare Italiana ha intitolato alla memoria di Vincenzo Martellotta una nave ausiliaria con il codice identificativo A5320 varata nel 1988 e in servizio operativo dal 1990, la nave è classificata come nave esperienze.